# Omroep Zilt
Omroep Zilt is de streekomroep van Noordwest-Friesland. Zilt is aangewezen als lokale omroep in gemeenten Waadhoeke en Harlingen. Daarnaast is de omroep actief op Terschelling en Vlieland.
De omroep begon in 2022 als online nieuwsplatform van lokale omroepen Radio Eenhoorn (Waadhoeke) en Omroep RSH (Harlingen). In september 2023 fuseerden deze radiozenders tot Omroep Zilt.